# Hirving Lozano
Hirving Rodrigo Lozano Bahena (Cidade do México, 30 de julho de 1995) é um futebolista mexicano que atua como ponta-direita. Atualmente joga no San Diego FC, dos Estados Unidos.

## Carreira
Formado nas categorias de base do Pachuca, Lozano foi promovido aos profissionais no ano de 2014.
O atacante foi contratado pelo PSV Eindhoven no dia 19 de junho de 2017, assinando contrato até 2023. Destacou-se no início da Eredivisie marcando gols nas três primeiras rodadas, superando um recorde de Ronaldo.
Em agosto de 2019 foi anunciado pelo Napoli, numa transferência recorde de 42 milhões de euros (189 milhões de reais). O mexicano tornou-se a contratação mais cara da história do clube italiano.

## Seleção Nacional
Estreou pela Seleção Mexicana principal no dia 10 de fevereiro de 2016, num amistoso contra Senegal. Desde então, passou a ser convocado regularmente e participou da Copa América Centenário, das Jogos Olímpicos de 2016, da Copa das Confederações FIFA de 2017 e da Copa do Mundo FIFA de 2018.

## Estilo de jogo
Lozano é um jogador de pé direito que costuma atuar pelas beiradas e pode atuar em ambos os lados. Quando tem a bola e avança pela esquerda, tende a cortar para o meio para finalizar; se vem da direita, geralmente busca a assistência. O apelido "Chucky" vem da infância por adorar o filme Child's Play.

## Estatísticas
Atualizadas até 23 de dezembro de 2024

### Clubes
| Equipe            | Temporada         | Campeonato nacional | Campeonato nacional | Copa nacional | Copa nacional | Competições continentais | Competições continentais | Outros torneios | Outros torneios | Total | Total |
| Equipe            | Temporada         | Jogos               | Gols                | Jogos         | Gols          | Jogos                    | Gols                     | Jogos           | Gols            | Jogos | Gols  |
| ----------------- | ----------------- | ------------------- | ------------------- | ------------- | ------------- | ------------------------ | ------------------------ | --------------- | --------------- | ----- | ----- |
| Pachuca           | 2013–14           | 16                  | 2                   | 8             | 3             | —                        | —                        | —               | —               | 24    | 5     |
| Pachuca           | 2014–15           | 35                  | 7                   | —             | —             | 5                        | 1                        | —               | —               | 40    | 8     |
| Pachuca           | 2015–16           | 40                  | 12                  | 7             | 0             | —                        | —                        | 1               | 0               | 48    | 12    |
| Pachuca           | 2016–17           | 29                  | 10                  | —             | —             | 8                        | 8                        | —               | —               | 37    | 18    |
| Pachuca           | Total             | 120                 | 31                  | 15            | 3             | 13                       | 9                        | 1               | 0               | 149   | 43    |
| PSV Eindhoven     | 2017–18           | 29                  | 17                  | 3             | 2             | 2                        | 0                        | —               | —               | 34    | 19    |
| PSV Eindhoven     | 2018–19           | 30                  | 17                  | 1             | 0             | 8                        | 4                        | 1               | 0               | 40    | 21    |
| PSV Eindhoven     | 2019–20           | 1                   | 0                   | —             | —             | 3                        | 0                        | 1               | 0               | 5     | 0     |
| PSV Eindhoven     | 2023–24           | 24                  | 6                   | 2             | 0             | 7                        | 0                        | —               | —               | 33    | 6     |
| PSV Eindhoven     | 2024–25           | 9                   | 4                   | 1             | 1             | 2                        | 0                        | —               | —               | 12    | 5     |
| PSV Eindhoven     | Total             | 63                  | 44                  | 7             | 3             | 22                       | 4                        | 2               | 0               | 124   | 51    |
| Napoli            | 2019–20           | 26                  | 4                   | 1             | 0             | 7                        | 1                        | —               | —               | 34    | 5     |
| Napoli            | 2020–21           | 32                  | 11                  | 4             | 3             | 6                        | 1                        | 1               | 0               | 43    | 15    |
| Napoli            | 2021–22           | 30                  | 5                   | 1             | 0             | 6                        | 1                        | —               | —               | 37    | 6     |
| Napoli            | 2022–23           | 32                  | 3                   | —             | —             | 9                        | 1                        | —               | —               | 41    | 4     |
| Napoli            | Total             | 120                 | 23                  | 6             | 3             | 28                       | 4                        | 1               | 0               | 155   | 30    |
| Total na carreira | Total na carreira | 303                 | 98                  | 28            | 9             | 63                       | 17                       | 4               | 0               | 428   | 124   |

### Seleção Mexicana
| Ano   | Jogos | Gols |
| ----- | ----- | ---- |
| 2016  | 12    | 1    |
| 2017  | 12    | 6    |
| 2018  | 10    | 1    |
| 2019  | 5     | 2    |
| 2020  | 2     | 1    |
| 2021  | 12    | 4    |
| 2022  | 10    | 1    |
| 2023  | 5     | 2    |
| 2024  | 2     | 0    |
| Total | 70    | 18   |

## Títulos
Pachuca
- Liga MX: Clausura 2016
- Liga dos Campeões da CONCACAF: 2016–17

PSV
- Eredivisie: 2017–18 e 2023–24

Napoli
- Copa da Itália: 2019–20
- Serie A: 2022–23

México
- Campeonato da CONCACAF Sub-20: 2015
- Pré-Olímpico da CONCACAF: 2015

### Prêmios individuais
- Equipe ideal do Pré-Olímpico da CONCACAF de 2015[8]
- Bola de Ouro do Pré-Olímpico da CONCACAF de 2015[8]
- Equipe ideal do Campeonato da CONCACAF Sub-20 de 2015[9]
- Chuteira de Ouro do Campeonato da CONCACAF Sub-20 de 2015[9]
- Equipe ideal da Liga MX Clausura 2016
- Chuteira de Ouro da Liga dos Campeões da CONCACAF de 2016–17[10]
- Melhor jogador jovem da Liga dos Campeões da CONCACAF de 2016–17[11]
- Jogador do mês da Eredivisie: agosto de 2017
- Equipe ideal da Eredivisie: 2017–18

### Artilharias
- Campeonato da CONCACAF Sub-20 de 2015 (5 gols)
- Liga dos Campeões da CONCACAF de 2016–17 (8 gols)